# Вирусный маркетинг
Ви́русный ма́ркетинг  — общее название различных методов распространения рекламы, характеризующихся распространением в прогрессии, близкой к геометрической, где главным распространителем информации являются сами получатели информации, путём формирования содержания, способного привлечь новых получателей информации за счёт яркой, творческой, необычной идеи или с использованием естественного или доверительного послания.
1. В «доинтернетовскую эпоху» использовались методы т. н. «сарафанного радио», через личные коммуникации, фокус-группы, рекламные акции в печати, на телевидении и т. д.
2. Маркетинговая техника, использующая существующие социальные сети для повышения осведомлённости о бренде/товаре/услуге,
3. Методические принципы, характерные для e-mail-маркетинга, которые основаны на поощрении индивида к передаче маркетингового сообщения другим лицам, потенциал для экспоненциального роста воздействия этого сообщения. Подобно вирусам, такие технологии используют любую благоприятную возможность для увеличения числа переданных сообщений. Продвижение при помощи вирусного контента может принимать самые различные формы — видео, фото, флеш-игры, звонок из видеоролика (WOW-call), даже просто текст (например, анекдоты).

Вследствие того, что у большинства населения наблюдается низкий уровень доверия к рекламе вообще, а тем более исходящей от компании-производителя, основной принцип вирусного маркетинга заключается в том, что человек, получающий информационное сообщение, должен быть уверен, что оно исходит от лица незаинтересованного, например, от знакомого, или незнакомого, но ни в коем случае не аффилированного к рекламной кампании. Например, человек с готовностью выслушает от «живого человека» положительные отзывы о товаре и, скорее всего, купит этот товар. И наоборот: увидев рекламный ролик этого товара, он его проигнорирует, поскольку распространено мнение, что реклама приукрашивает качества товара.

## Этимология термина и история возникновения
Отсылка к биологическим терминам не случайна. Действительно, вирусными мероприятие или акция могут считаться, когда процесс распространения информации начинает подчиняться биологическим законам распространения вирусов, то есть любой получатель информации искренне ею заинтересовывается и проникается идеей передать её максимально быстро максимально большому количеству друзей, используя самые оперативные каналы (чаще всего интернет-мессенджеры и социальные сети). Процесс распространения вирусной информации, таким образом, сродни вирусным эпидемиям — распространяется быстро, в геометрический прогрессии, его сложно остановить, и часто возникают рецидивы (кажется, что интерес к информации затух, но он поднимается новой волной распространения).
Считается, что термин «вирусный маркетинг» популяризовал в 1996 году Джеффри Рэйпорт в своей статье The Virus of marketing.

## Примеры вирусного маркетинга
Одним из первых известных примеров использования вирусного маркетинга в Интернете является акция Hotmail, когда к каждому письму, написанному пользователем, присоединялось сообщение компании, призывающее получателей e-mail заводить бесплатную почту на Hotmail’e.
Одним из наиболее успешных примеров использования вирусного маркетинга являются вирусные видеоролики Old Spice, записанные в ходе их рекламной кампании 2010 года. Благодаря трёхдневной вирусной кампании, в ходе которой актёр из рекламного ролика отвечал в коротких видеосообщениях на вопросы интернет-пользователей, вирусная реклама Old Spice вышла на первое место по посещаемости YouTube, обеспечив более 61 миллиона просмотров. Данная кампания была хвалебно воспринята многими экспертами и оценена ими как «инновационная» и «передовая». Суть акции Old Spice заключалась в том, что после выпуска вирусного ролика рекламщики отбирали комментарии, которые направляли посетители микроблога бренда в Twitter, канала в YouTube и других ресурсов, и по наиболее интересным из них записывались 30-секундные видеоролики, в которых персонаж рекламной кампании (так называемый Old Spice Guy) отвечал в шутливой форме конкретному пользователю. Примечательным является то, что в этих ответах не содержалось прямой рекламы продукта. Всего за три дня было выпущено около двух сотен таких видеороликов. Среди адресатов ответов оказались как знаменитости, например, Деми Мур, так и простые интернет-пользователи. В результате проведения этой кампании удалось привлечь внимание пользователей к бренду Old Spice, о чём свидетельствует резкий рост числа поисковых запросов с упоминанием бренда, начавшийся после выпуска рекламного ролика в сеть и продолжавшегося в течение нескольких недель, будучи стимулированным видеоответами и упоминаниями в социальных сетях и блогах. За первый месяц после начала кампании объём продаж Old Spice вырос на 107 %. А в среднем за 6 месяцев после появления ролика в сети продажи увеличились на 27 %. Данная кампания оказалась чрезвычайно успешной, потому что она прямо адресована конкретному зрителю, работает в реальном времени и фактически ничего не стоит (так как, в отличие от телевизионной рекламы, эта кампания Old Spice не потребовала оплаты эфирного времени).
Среди российских примеров успешного вирусного маркетинга был сайт для журнала StarHit, реализованный при помощи технологии WOW-call — автоматизированного звонка из видеоролика. Суть проекта заключалась в том, чтобы дать посетительницам промосайта возможность почувствовать себя звездой. Девушки оставляли на промосайте свои личные данные (имя, номер мобильного телефона, фотография, цвет волос), нажимали на кнопку «ОК», после чего запускался видеоролик: на совещании редакции Starhit решался вопрос, кого ставить на обложку. Один из предложенных вариантов был сделать обложку с фотографией участницы. Чтобы получить согласие, Андрей Малахов звонил участнице прямо из видео. Кампания проводилась 4 месяца, и её результатами стали более 170 000 уникальных пользователей промосайта, около 165 000 звонков и почти 3000 работ, опубликованных в блогах и социальных сетях.

## Вирусное видео
Вирусный эффект, в настоящее время, является одной из частых целей при создании видеорекламы. Она считается наиболее эффективным методом для  достижения этого эффекта, так как она предоставляет широкие возможности для получения повышенного интереса аудитории. Этот интерес может быть достигнут, в том числе за счёт привлечения к съёмках узнаваемых лиц, включения в видео возможности интерактивных действий.
В качестве примеров последнего можно привести русскоязычный ролик — рекламу мороженого, в котором певица и актриса на основании вписанном пользователем названия фрукта проводят с ними различные действия и англоязычный  ролик про День рождения медведя и корректор. В нём  главные герои путешествуют во времени после того, как зритель самостоятельно вписывает год, в который следует им перенестись. Показываемый сюжет, разумеется, меняется в зависимости от пользовательского выбора.

## Каналы посева вирусной рекламы
Посев — это первичное размещение вирусного контента. Наиболее распространёнными каналами посева являются:
- Социальные сети (Facebook, Vkontakte, Instagram, TikTok, Youtube, Twitter)
- Топ-блоги
- Сообщества (LiveJournal)
- Группы в мессенджерах (Telegram, Viber)
- Информационные интернет-порталы
- Форумы
- Фото/видео хостинги (YouTube)